# Софі Оєн
Софі Оєн (нар. 4 лютого 1992) — колишня бельгійська тенісистка.
Найвищу одиночну позицію світового рейтингу — 403 місце досягла 23 серпня 2010, парну — 526 місце — 21 грудня 2015 року.
Здобула 3 одиночні та 3 парні титули.

## Фінали ITF

### Одиночний розряд (3–5)
| Легенда          |
| ---------------- |
| Турніри $100,000 |
| Турніри $75,000  |
| Турніри $50,000  |
| Турніри $25,000  |
| Турніри $15,000  |
| Турніри $10,000  |

| Фінали за покриттям |
| ------------------- |
| Тверде (1–0)        |
| Ґрунт (2–5)         |
| Трава (0–0)         |
| Килим (0–0)         |

| Результат | Ранг | Дата            | Турнір                    | Покриття   | Суперниця           | Рахунок            |
| --------- | ---- | --------------- | ------------------------- | ---------- | ------------------- | ------------------ |
| Поразка   | 1.   | 18 липня 2010   | Звевегем, Бельгія         | Ґрунт      | Марина Заневська    | 6–7(4–7), 1–6      |
| Поразка   | 2.   | 24 липня 2010   | Knokke, Бельгія           | Ґрунт      | Ангелік ван дер Мет | 2–6, 0–6           |
| Перемога  | 1.   | 8 серпня 2010   | Ребек, Бельгія            | Ґрунт      | Анналіза Бона       | 4–6, 7–6(7–5), 6–2 |
| Поразка   | 3.   | 24 серпня 2014  | Wanfercée-Baulet, Бельгія | Ґрунт      | Гільда Меландер     | 6–3, 3–6, 2–6      |
| Перемога  | 2.   | 1 березня 2015  | Макон, Франція            | Тверде (i) | Céline Ghesquière   | 2–6, 6–3, 7–6(7–5) |
| Поразка   | 4.   | 11 липня 2015   | Кнокке, Бельгія           | Ґрунт      | Поліна Лейкіна      | 4–6, 2–6           |
| Перемога  | 3.   | 19 липня 2015   | Ніувпорт, Бельгія         | Ґрунт      | Грет Міннен         | 6–2, 6–1           |
| Поразка   | 5.   | 27 березня 2016 | Гавр, Франція             | Ґрунт (i)  | Мартіна ді Джузеппе | 3–6, 0–6           |

### Парний розряд (3–4)
| Легенда          |
| ---------------- |
| Турніри $100,000 |
| Турніри $75,000  |
| Турніри $50,000  |
| Турніри $25,000  |
| Турніри $10,000  |

| Фінали за покриттям |
| ------------------- |
| Тверде (0–1)        |
| Ґрунт (3–3)         |
| Трава (0–0)         |
| Килим (0–0)         |

| Результат | Ранг | Дата           | Турнір                  | Покриття | Партнерка        | Суперниці                             | Рахунок               |
| --------- | ---- | -------------- | ----------------------- | -------- | ---------------- | ------------------------------------- | --------------------- |
| Перемога  | 1.   | 10 серпня 2008 | Ребек, Бельгія          | Ґрунт    | Aleksandra Grela | Емілі Баке Марселла Кук               | 6–3, 6–2              |
| Поразка   | 1.   | 16 травня 2009 | Анталія, Туреччина      | Ґрунт    | Ан-Софі Месташ   | Аманда Каррерас Валентіна Сульпіціо   | 6–4, 3–6, [4–10]      |
| Перемога  | 2.   | 31 липня 2010  | Bree, Бельгія           | Ґрунт    | Демі Схюрс       | Марселла Кук Марина Мельникова        | 6–0, 6–1              |
| Поразка   | 2.   | 18 липня 2013  | Кнокке, Бельгія         | Ґрунт    | Elke Lemmens     | Мана Аюкава Monique Zuur              | 2–6, 6–4, [8–10]      |
| Поразка   | 3.   | 18 липня 2014  | Кнокке, Бельгія         | Ґрунт    | Жустін Де Суттер | Альона Большова Сесілія Коста Мольгар | 6–4, 3–6, [4–10]      |
| Перемога  | 3.   | 6 вересня 2014 | Бол, Хорватія           | Ґрунт    | Жустін Де Суттер | Анна Клазен Шарлотте Клазен           | 3–6, 7–6(7–4), [10–7] |
| Поразка   | 4.   | 17 жовтня 2015 | Порт-ель-Кантауї, Туніс | Тверде   | Кіра Шрофф       | Єлена Симич Валерія Страхова          | 3–6, 4–6              |

## Участь у Кубку Федерації

### Парний розряд
| Розіграш                            | Стадія | Дата          | Місце                  | Супротивник                                  | Покриття   | Партнерка       | Суперниці                             | W/L | Рахунок       |
| ----------------------------------- | ------ | ------------- | ---------------------- | -------------------------------------------- | ---------- | --------------- | ------------------------------------- | --- | ------------- |
| Кубок Федерації 2009 World Group II | WG2    | 8 лютого 2009 | Братислава, Словаччина | Збірна Словаччини з тенісу в Кубку Федерації | Тверде (i) | Тамарін Гендлер | Магдалена Рибарикова Ленка Вєнерова   | L   | 4–6, 4–6      |
| 2010 Fed Cup World Group II         | WG2    | 7 лютого 2010 | Бидгощ, Польща         | Poland                                       | Тверде (i) | Ан-Софі Месташ  | Клаудія Янс-Ігначик Аліція Росольська | L   | 3–6, 6–3, 1–6 |